# Staryj Oleksynez
Staryj Oleksynez (ukrainisch Старий Олексинець; russisch Старый Алексинец Stary Alexinez, polnisch Stary Oleksiniec) ist ein Dorf im Norden der ukrainischen Oblast Ternopil mit etwa 980 Einwohnern (2001).

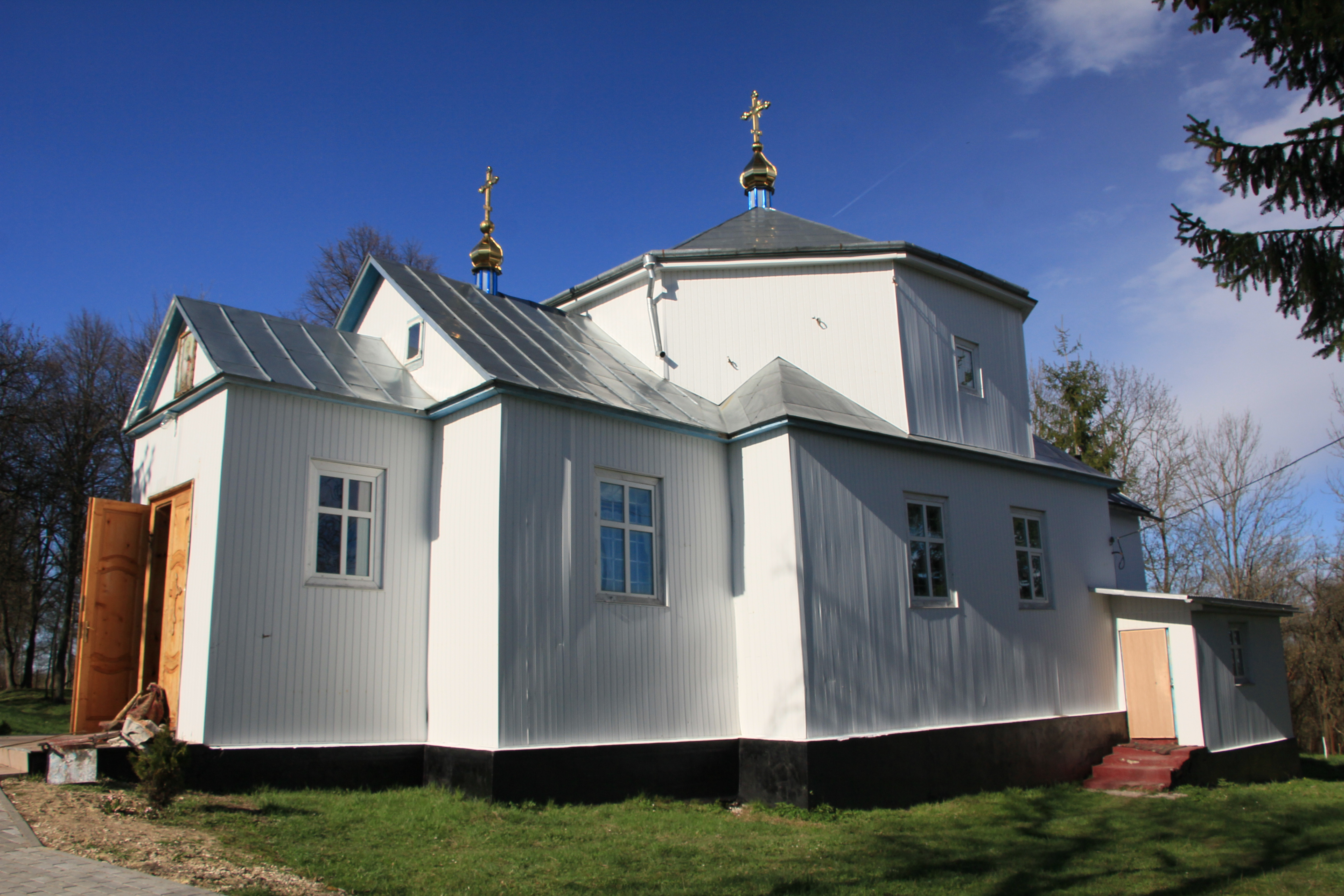
Kirche im Dorf

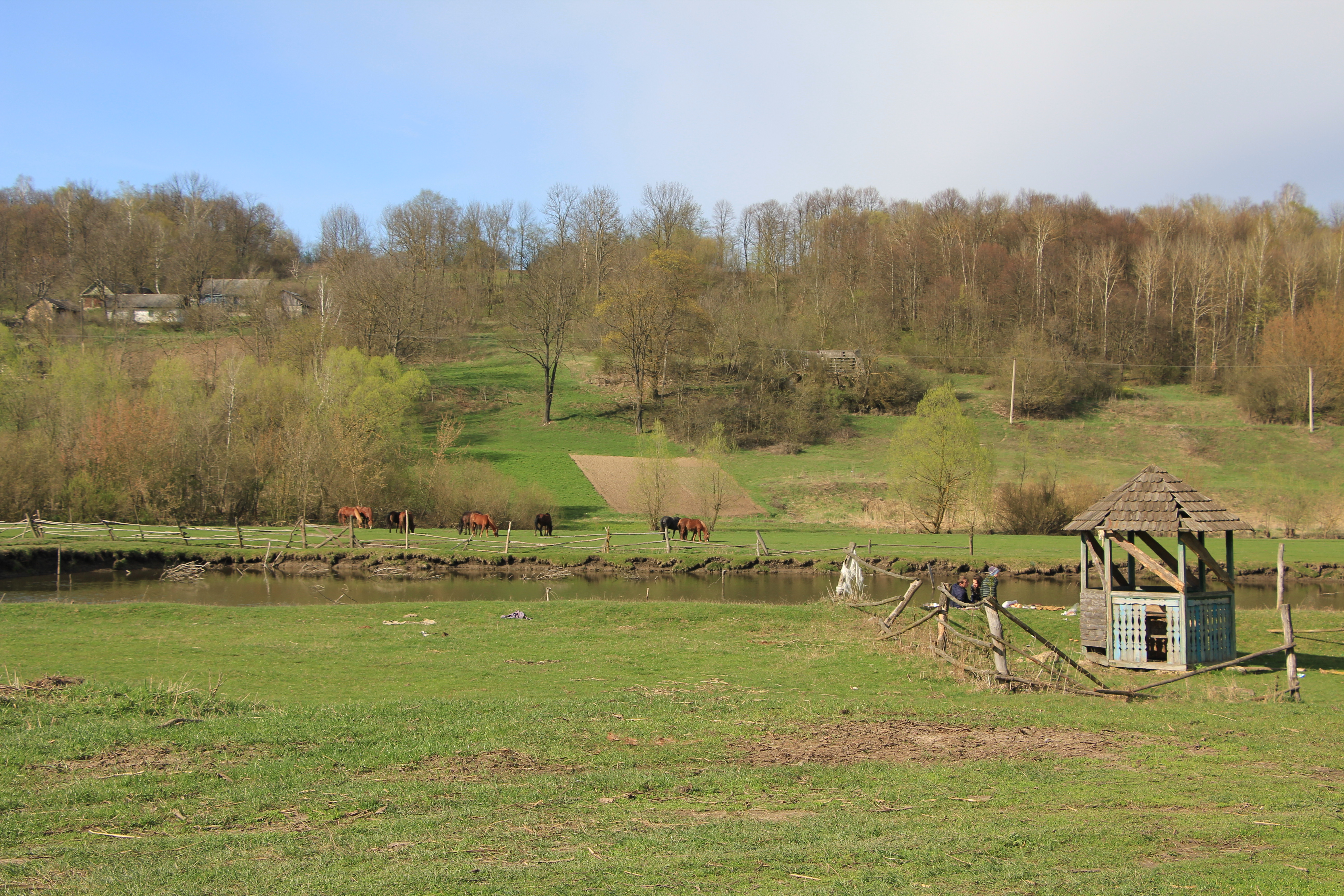
Hügel und Bach im Dorf

Das erstmals 1430 schriftlich erwähnte Dorf (eine weitere Quelle nennt das Jahr 1463) liegt am Ufer des Dobryn (Добринь) einem kleinen, rechten Nebenfluss der Horyn, 42 km südwestlich vom Rajonzentrum Kremenez und 42 km nördlich vom Oblastzentrum Ternopil.
Im Dorf befand sich eine 1583 errichtete Burg, die in der zweiten Hälfte des 19. Jahrhunderts zu einem neugotischen Palast umgebaut wurde. Im März 1944 befand sich im Palast das Hauptquartier von Enej (Petro Olijnyk, Петро Федорович Олійник; 1909–1946), einem Befehlshaber der Ukrainischen aufständischen Armee, weshalb er wohl in den 1950er Jahren vollständig von den Sowjets demontiert wurde.
Am 12. Juni 2020 wurde das Dorf ein Teil der Landgemeinde Lopuschne im Rajon Kremenez; bis dahin bildete es zusammen mit dem Dorf Iwannja (Івання) die Landratsgemeinde Staryj Oleksynez (Староолексинецька сільська рада/Starooleksynezka silska rada) im Südwesten des Rajons Kremenez.